# Xenophrys auralensis
Xenophrys auralensis är en groddjursart som först beskrevs av Ohler, Swan och Jennifer Daltry 2002.  Xenophrys auralensis ingår i släktet Xenophrys och familjen Megophryidae. IUCN kategoriserar arten globalt som otillräckligt studerad. Inga underarter finns listade i Catalogue of Life.